# Russische Baureihe Ы
Die Dampflokomotiven der russischen Baureihe Ы [jɪˈrɨ], (auf Deutsch Baureihe Y) waren eine Serie russischer Güterzugdampflokomotiven. Sie waren auf der Grundlage der Russischen Baureihe Ѵ geschaffen worden, hatten aber ein geringeres Gewicht als diese Baureihe. Die Dampflokomotiven wurden auf Eisenbahnlinien mit leichtem Profil eingesetzt. Beschafft wurden sie ursprünglich für die Eisenbahnstrecke von Armawir nach Tuapse, die lediglich für eine Achslast von 15 t ausgelegt war.
Sie waren als Zweizylinder-Verbunddampflokomotiven ausgeführt. Die ersten Lokomotiven wurden von der Lokomotivfabrik Kolomna im Jahr 1910 ausgeliefert. Ein Jahr später entwickelte Kolomna aus der Baureihe die weiterentwickelte Baureihe ЫЧ. Diese Maschinen waren die ersten Verbunddampfloks der Eisenbahnen des Russischen Kaiserreiches, die einen Überhitzer erhielten. Die Lokomotiven galten als die stärksten russischen Verbunddampflokomotiven. Zugleich erwiesen sie sich als die bis dahin sparsamsten russischen Güterzuglokomotiven mit dem geringsten Dampfverbrauch. In der Folgezeit wurde die Bauart vor allem von kleineren privaten Bahnen mit schwächerem Oberbau bestellt. Für die in Karelien liegende Olonez-Eisenbahn lieferte Kolomna 1914 bis 1915 eine als einfache Zweizylinderlokomotive ohne Verbundmaschine ausgeführte Variante als Baureihe Ыр in insgesamt 14 Exemplaren. Insgesamt entstanden in den Lokomotivfabriken Kolomna und Wotkinsk einschließlich aller Varianten rund 350 Exemplare der Baureihe Ы.
In der Mehrzahl wurden die Dampflokomotiven dieser Baureihe von 1955 bis 1957 ausgemustert.